# Allocricetulus
Allocricetulus is een geslacht van zoogdieren uit de onderfamilie van de hamsters (Cricetinae). De wetenschappelijke naam van het geslacht werd in 1932 gepubliceerd door Anatoli Argiropoelo.

## Soorten
Er worden 2 soorten in dit geslacht geplaatst:
- Allocricetulus curtatus (G. M. Allen, 1925) - Mongoolse dwerghamster
- Allocricetulus eversmanni (Brandt, 1859) - Eversmanndwerghamster